# Campionati norvegesi di sci alpino 1962
I Campionati norvegesi di sci alpino 1962 si svolsero a Ørsta tra il 23 e il 25 marzo; furono assegnati i titoli di discesa libera, slalom gigante, slalom speciale e combinata, sia maschili sia femminili.

## Risultati

### Uomini

#### Discesa libera
| Pos. | Atleta             | Nazione  |
| ---- | ------------------ | -------- |
| 1    | Oddvar Rønnestad   | Norvegia |
| 2    | Fritjof Fredriksen | Norvegia |
| 3    | Harald Arnesen     | Norvegia |

Data: 25 marzo

#### Slalom gigante
| Pos. | Atleta           | Nazione  |
| ---- | ---------------- | -------- |
| 1    | Arild Holm       | Norvegia |
| 2    | Leif Otto Fjøsne | Norvegia |
| 3    | Oddvar Rønnestad | Norvegia |

Data: 23 marzo

#### Slalom speciale
| Pos. | Atleta           | Nazione  |
| ---- | ---------------- | -------- |
| 1    | Arild Holm       | Norvegia |
| 2    | Leif Otto Fjøsne | Norvegia |
| 3    | Knut Bere        | Norvegia |

Data: 24 marzo

#### Combinata
| Pos. | Atleta           | Nazione  |
| ---- | ---------------- | -------- |
| 1    | Arild Holm       | Norvegia |
| 2    | Oddvar Rønnestad | Norvegia |
| 3    | Harald Arnesen   | Norvegia |

Data: 23-25 marzo

### Donne

#### Discesa libera
| Pos. | Atleta           | Nazione  |
| ---- | ---------------- | -------- |
| 1    | Liv Christiansen | Norvegia |
| 2    | Kirsten Aune     | Norvegia |
| 3    | Anne Sundby      | Norvegia |

Data: 25 marzo

#### Slalom gigante
| Pos. | Atleta           | Nazione  |
| ---- | ---------------- | -------- |
| 1    | Liv Christiansen | Norvegia |
| 2    | Dikke Eger       | Norvegia |
| 3    | Berit Strand     | Norvegia |

Data: 23 marzo

#### Slalom speciale
| Pos. | Atleta           | Nazione  |
| ---- | ---------------- | -------- |
| 1    | Liv Christiansen | Norvegia |
| 2    | Dikke Eger       | Norvegia |
| 3    | Marit Sand       | Norvegia |

Data: 24 marzo

#### Combinata
| Pos. | Atleta           | Nazione  |
| ---- | ---------------- | -------- |
| 1    | Liv Christiansen | Norvegia |
| 2    | Dikke Eger       | Norvegia |
| 3    | Kirsten Arnesen  | Norvegia |

Data: 23-25 marzo